# Antonio Van Halen
 (décembre 2022).
Si vous disposez d'ouvrages ou d'articles de référence ou si vous connaissez des sites web de qualité traitant du thème abordé ici, merci de compléter l'article en donnant les références utiles à sa vérifiabilité et en les liant à la section « Notes et références ».
Antonio Van Halen (1792 - 1858), comte de Peracamps, est un marin et un militaire espagnol, ayant combattu en Espagne pendant la première guerre carliste, puis il soutient fermement Baldomero Espartero durant sa régence. Il obtient le plus haut grade de l'armée, lieutenant général.

## Biographie

### Origine
Antonio Van Halen nait en 1792 sur l'Île de León. Il est le fils d'un lieutenant de vaisseau, aussi nommé Antonio Van Halen, et de Francisca Sarti. Il est donc frère cadet de Juan Van Halen.

### Début de carrière
Dès 1804 il entre aspirant dans la marine, et combat lors de la guerre d'Espagne. Lieutenant de frégate en 1810, il défend la ville de Cadix et s'empare plus tard d'un navire français en tant que commandant de la felouque Huron. 
Après la guerre, en février 1815, il prend part à l'expédition de Montevideo. Il y est promu lieutenant, mais en raison d'un incident avec un capitaine de navire, il comparaît devant le tribunal militaire. Acquitté, il est tout de même retardé dans sa promotion, et demande alors à quitter la marine pour l'armée de terre. Il intègre le Régiment d'infanterie immémorial du Roi n°1 (es) sous les ordres de Pascual Enrile y Alcedo (es). Ainsi, il participe à la récupération de l'Île de Margarita et au Siège de Carthagène des Indes.
En décembre 1816, il participe à la conquête de Santa Fe, puis est nommé gouverneur de Giron, tout en obtenant le grade de capitaine. Il rentre en Espagne avec le Flore de José Celestino Mutis. Arrivé à Madrid, il rejoint le régiment d'infanterie Numancia. Commandant, il participe à l'expédition de Tierra Firme en 1820 et rencontre Simon Bolivar à Bogota, avant de ramener avec lui les diplomates nommés par celui-ci pour préparer la paix.
Sous les ordres de Juan Martín Díez, en 1823, il combat les absolutistes du français Jorge Bessières, à La Alcarria. En Galice, il lutte ensuite contre l'invasion des français de l'Expédition d'Espagne. Lorsque la ville de La Coruna chute, il capturé par les Français et emprisonné quelque temps. 
Il ne réintègre l'armée qu'en janvier 1833, avec la charge de lieutenant-colonel, commandant le régiment d'infanterie de Zamora no 8.

### Première guerre carliste
Au déclenchement de la guerre carliste, il est envoyé en Catalogne comme commandant général de l'armée fidèle à Isabelle II. Là, toujours à la tête de son régiment Zamora, il lutte contre les insurgés carlistes réfugiés dans les montagnes. Quelque temps malade, il se remet à Barcelone, mais quitte précipitamment la ville après l'assassinat du général Pere Nolasc de Bassa. Il rejoint alors la légion auxiliaire française puis bientôt prend le commandement de la province de Huesca. Successivement commandant du régiment d'Aragon puis de l'avant-garde de la 5e division de l'armée du Nord, il est blessé aux environs de Saint Sébastien et promu général de brigade. En février 1837, devenu général de division, il fait face à l'Expédition royale (es) au cours de la bataille qui voit le général en chef, Miguel María Iribarren, être tué. C'est une défaite pour son parti, mais il se fait remarquer et devient maréchal de camp.
Il est présent à la Bataille de Barbastro (es), nouvelle défaite où cette fois le général français Joseph Conrad (es) est tué, il mène la poursuite de l'armée ennemie à la tête de la 1ère brigade de la Garde Royale. Néanmoins, en cours de route alors que la ville de Pozuelo de Alarcón, les officiers se mutinent et il tente sans succès de continuer seul avec quelques soldats vers Ségovie où le prétendant Charles de Bourbon, chef des carlistes, est censé se trouver.
Promu chef d'état-major de l'armée du Nord, il participe à toutes les opérations militaires de la campagne menée dans la région basco-navarraise par le général Baldomero Espartero. En avril 1838, on lui offre le poste de sous-gouverneur militaire de la Vieille-Castille, qu'il refuse car il pense que c'est une manœuvre politique pour l'éloigner de son compagnon Espartero, alors très puissant. Il est donc démis de ses fonctions et transféré à Madrid.
En septembre, il est de retour dans les bonnes grâces du royaume et devient général en chef de l'armée du centre, ainsi que capitaine-général des provinces d'Aragon, de Valence et de Murcie. Il accepte de mauvaise grâce car en réalité il est conscient de la faiblesse de ces forces face au puissant carliste Ramon Cabrera. Il déclare l'état de guerre dans chacune de ces provinces et entre dans une mécanique de représailles, égalant les exactions de son adversaire. Il ordonne l'assassinat de nombreux prisonniers, en réponse à la même logique appliquée par Cabrera.
Malgré ces crimes, le gouvernement le promeut lieutenant-général le 28 décembre 1838, alors même que Cabrera se voit reprocher sa conduite par Charles de Bourbon. Sous la pression des Anglais, il signe tout de même l'Accord de Segura-Lécera, promettant de cesser ses exactions. Mais la signature de cette convention sans l'aval du gouvernement, puis diverses défaites cumulées le font renvoyer de son poste, et il termine même en tribunal militaire devant Evaristo Fernández de San Miguel. 

### Régence d'Espartero

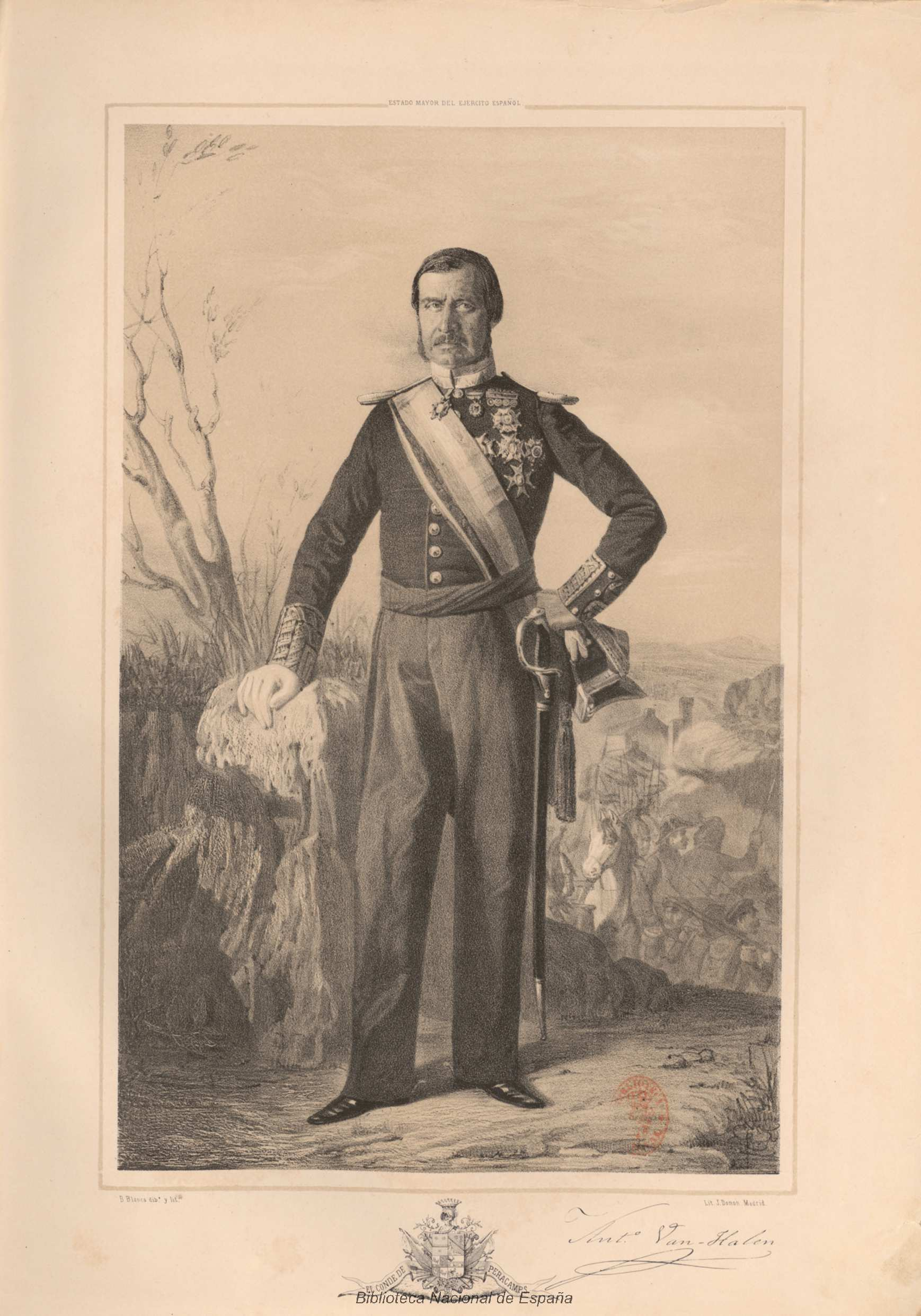
Lithographie par

Finalement disculpé le 20 février 1840, il est envoyé en Catalogne et remporte une importante bataille à Peracamps, assurant l'approvisionnement de Solsona. Il gagne alors le titre de comte de Peracamps, et entre en héros à Barcelone. Lorsque son ami Espartero est nommé régent, il marche sur Pampelune pour y chasser O'Donnell et Manuel Montes de Oca (es), qui s'opposent à lui. Pendant son absence de Barcelone, les citoyens se rebellent et entament la destruction de la citadelle de la cité. Il revient à temps pour reprendre le contrôle. Pour autant la situation en ville s'enveniment, tandis que Martín Zurbano rassemble des hommes dans ses milices progressistes soutenant O'Donnel et Oca.
Ainsi, le 13 novembre 1840, une bagarre entre militaires et civils lance une véritable guerre civile dans la cité. La milice, forte de 10000 hommes et de plusieurs canons se réunit sur la place Sant Jaume et refuse de se dissoudre. Elle met même en place un gouvernement révolutionnaire mené par le républicain Juan Manuel Carsy (es). Van Halen est démuni face à ce rassemblement, et après avoir subi près de 300 pertes, se replie avec ses 2400 hommes de la citadelle vers les forts de Montjuic et Drassanes. Les soldats réunis dans ce dernier se rendent rapidement, avec la médiation du consul de France, Ferdinand de Lesseps, allié des insurgés. La situation de Van Halen devient donc intenable, jusqu'à ce que vienne le soutien inespéré des industriels et bourgeois de la ville, qui, pourtant favorables à la rébellion, arrêtent Carsy et entament des pourparlers avec le général royaliste. Le 20 novembre, alors que la ville est vidée de la majeure partie de ses résidents, ce dernier commence un blocus, prévoyant l'arrivée prochaine d'Espartero qu'il veut impressionner. Le 3 décembre, il fait bombarder la ville pendant une douzaine d'heures depuis Montjuic, à la suite d'un ultimatum. Ainsi, devant ce déluge de boulets, la milice se rend dès le soir et dès le lendemain, Van Halen entre en ville et désarme les insurgés. En représailles, il inflige une lourde amende de douze millions de reais à la population. Quatorze personnes sont fusillées. Néanmoins, cet événement a un impact négatif puisque Espartero est ensuite fustigé pour les actes qu'il a ordonné, et en mars 1843, la ville de Barcelone élit des représentants du Parti Modéré, quelque peu hostile au Régent. Van Halen est alors démis de ses fonctions et rappelé à Madrid. 
Il revient sur le devant de la scène après le 15 juin 1843, en prenant le commandement des troupes d'Andalousie. En effet, à la suite de la démission forcée du gouvernement modéré de Joaquín María López, une insurrection éclate à Malaga contre le régent Espartero. Elle se répand dans de nombreuses villes, avec le soutien des généraux Narvaez et Concha, de retour d'exil qui débarquent à Valence le 27 juin. Lorsque Van Halen arrive à la tête de ses troupes, les grandes villes de la région, Grenade, Séville, Cordoue et Ecija, sont déjà révoltées. À Jaén, alors qu'il attend les renforts, il observe impuissant un millier d'hommes passer dans le camp ennemi. Le 29 juin, il marche sur Séville, après avoir pris Cordoue et Ecija. Manquant de munitions, il campe à Alcalá de Guadaíra sans attaquer la cité. Le 23 juillet, Espartero le rejoint avec 4500 fantassins et 300 cavaliers. Néanmoins, profitant de son absence dans la capitale, Narvaez, Prim et Serrano, ses principaux opposants, entrent à Madrid. Levant le siège de Séville le 27, Esartero et Van Halen régressent vers Jerez de la Frontera où Manuel de la Concha tente de les intercepter. Ayant perdu presque tous leurs hommes, désertions oblige, les deux compagnons s'embarquent sur un bateau à vapeur à El Puerto de Santa María pour fuir l'Espagne. 

### Fin de vie
Van Halen demeure en exil, vivant entre Londres, Bruxelles et Paris. Réhabilité en avril 1847, il revient à Madrid. En 1851, il est nommé  magistrat à la Cour suprême de la guerre et de la marine, et en 1854, il en devient président. Sénateur à vie, il meurt à Madrid le 27 octobre 1858.

## Source
- (es) Cet article est partiellement ou en totalité issu de l’article de Wikipédia en espagnol intitulé « Antonio Van Halen » (voir la liste des auteurs).